# Les Abelles
Les Abelles és un antic poble del terme comunal de Banyuls de la Marenda, a la comarca del Rosselló, de la Catalunya del Nord.
Està situat a la zona sud-occidental del seu terme comunal. Actualment en queden dempeus un mas i l'antiga església, que havia estat parroquial, de Santa Maria de les Abelles. El lloc, encaixat en una estreta vall entre muntanyes, és citat des del segle xiii.